# Sposalizio della Vergine (Giotto)
Lo Sposalizio della Vergine è un affresco (200x185 cm) di Giotto, databile al 1303-1305 circa e facente parte del ciclo della Cappella degli Scrovegni a Padova. È compresa nelle Storie di Maria situate nel registro più alto della parete sinistra, guardando verso l'altare.

## Descrizione e stile
La dedica della cappella alla Vergine della Carità spiega la presenza del ciclo di storie mariane che, sommate a quelle dei genitori Gioacchino e Anna, costituiscono la più estesa rappresentazione fino ad allora dipinta in Italia. 
Le Storie di Maria, dalla nascita allo sposalizio,  si ispirano alla Legenda Aurea di Jacopo da Varazze, che in questo caso diffuse un episodio contenuto nel Libro di Giovanni, uno dei Vangeli apocrifi.
Le tre scene della Consegna delle verghe, della Preghiera per la fioritura delle verghe e dello Sposalizio della Vergine sono ambientate davanti al medesimo nicchione cassettonato sopra un altare, che simboleggia, con l'architettura che lo contiene, la navata di una chiesa. Sebbene alcuni personaggi si trovino all'esterno, sullo sfondo del cielo, secondo le convenzioni dell'arte medievale le scene sono da intendersi come avvenute "dentro" l'edificio, in questo caso una basilica. 
Dio ha scelto come sposo di Maria l'anziano e pio Giuseppe, facendo miracolosamente fiorire una verga da lui portata al Tempio di Gerusalemme (l'evento miracoloso è sottolineato dalla comparsa della colomba dello Spirito Santo sul bastone), in modo da mantenere la castità della sposa. Il sacerdote sta celebrando il matrimonio tenendo le mani degli sposi mentre Giuseppe mette l'anello alla sposa; vicino a lui sta l'inserviente del Tempio vestito di verde. Maria è esile e slanciata, come nelle sculture gotiche coeve, ed ha una mano sul ventre che simboleggia la futura gravidanza. Dietro Maria sta un gruppo di tre donne, tra cui una incinta ripete il gesto di toccarsi il ventre, mentre dietro Giuseppe sta un uomo che ha la bocca aperta e solleva la mano, probabilmente un testimone che sta parlando, e più indietro stanno i giovani non scelti da Dio, in varie espressioni tra cui quella del ragazzo che spezza la sua verga col ginocchio, un episodio che non manca mai nell'iconografia del matrimonio della Vergine.
La gestualità è lenta e calcolata, i colori sono chiari, intrisi di luce, la plasticità delle figure è accentuata dal chiaroscuro e dal disegno robusto, con pieghe profonde nei mantelli ("a cannula"), esenti da schematismi.